# Klein Drakestein
Klein Drakestein is een beschermd rijksmonument in Lage Vuursche, in de provincie Utrecht.
Het classicistische huis werd in 1780 gebouwd voor de Amsterdamse zusters Van Loon. De ingang is in de symmetrische voorgevel geplaatst, de achtergevel is bijna gelijk aan de voorgevel. Voor het huis is een ronde oprijlaan met daarbinnen een grasveld.
Het koetshuis staat aan de rechterzijde van het toegangshek. In het houten linkerdeel bevinden zich de inrijdeuren, het rechter deel is opgetrokken uit steen en is waarschijnlijk rond 1790 toegevoegd.
Rechts van het koetshuis staat op Kloosterlaan 2 een dienstwoning van Klein Drakestein uit de 19e eeuw. Boerderij Klein Drakenstein en Zomerhuis Klein Drakenstein behoorden ook tot het landgoed.

## Zie ook

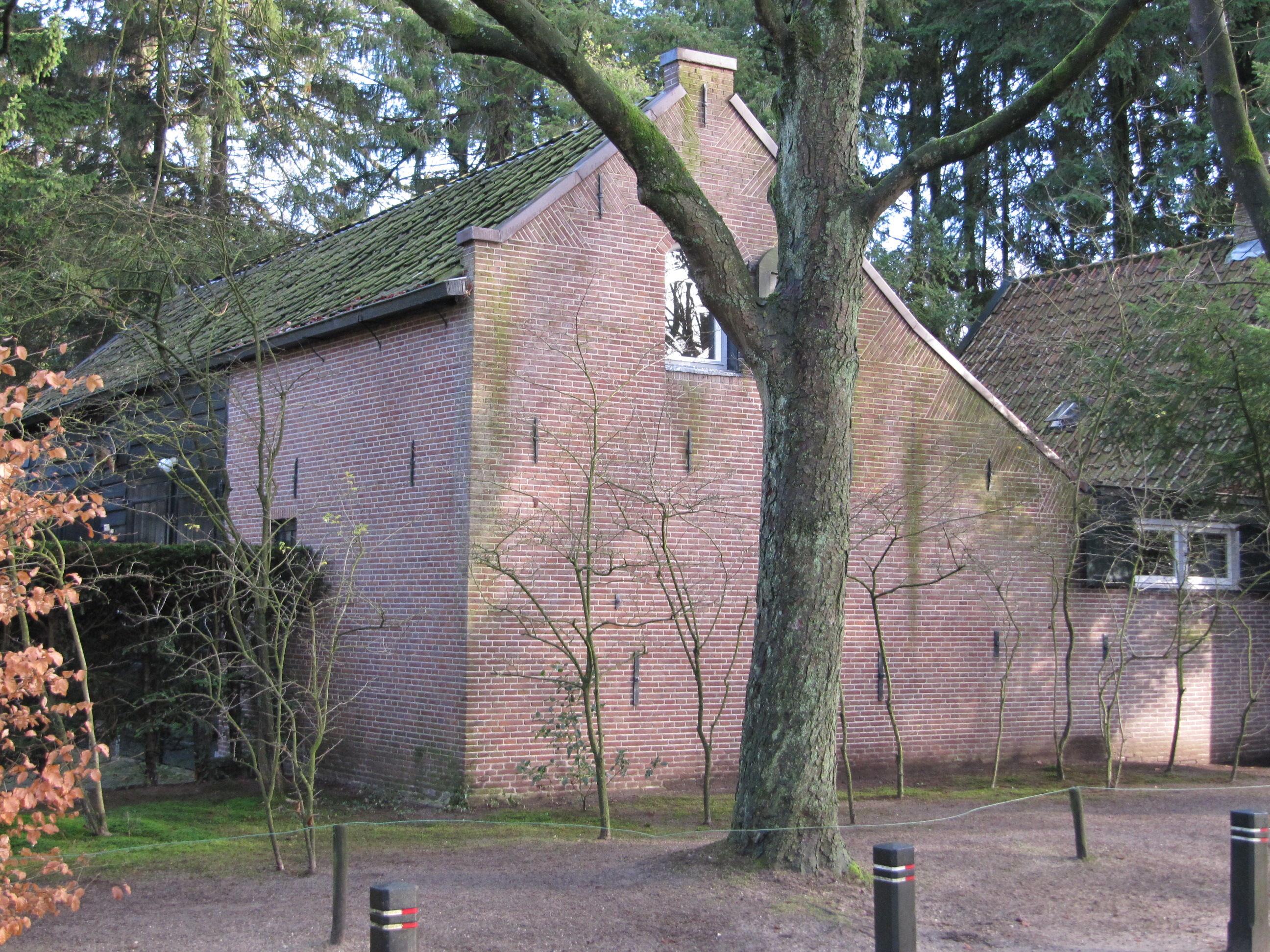
Koetshuis van Klein Drakenstein